# Maciej Frankiewicz

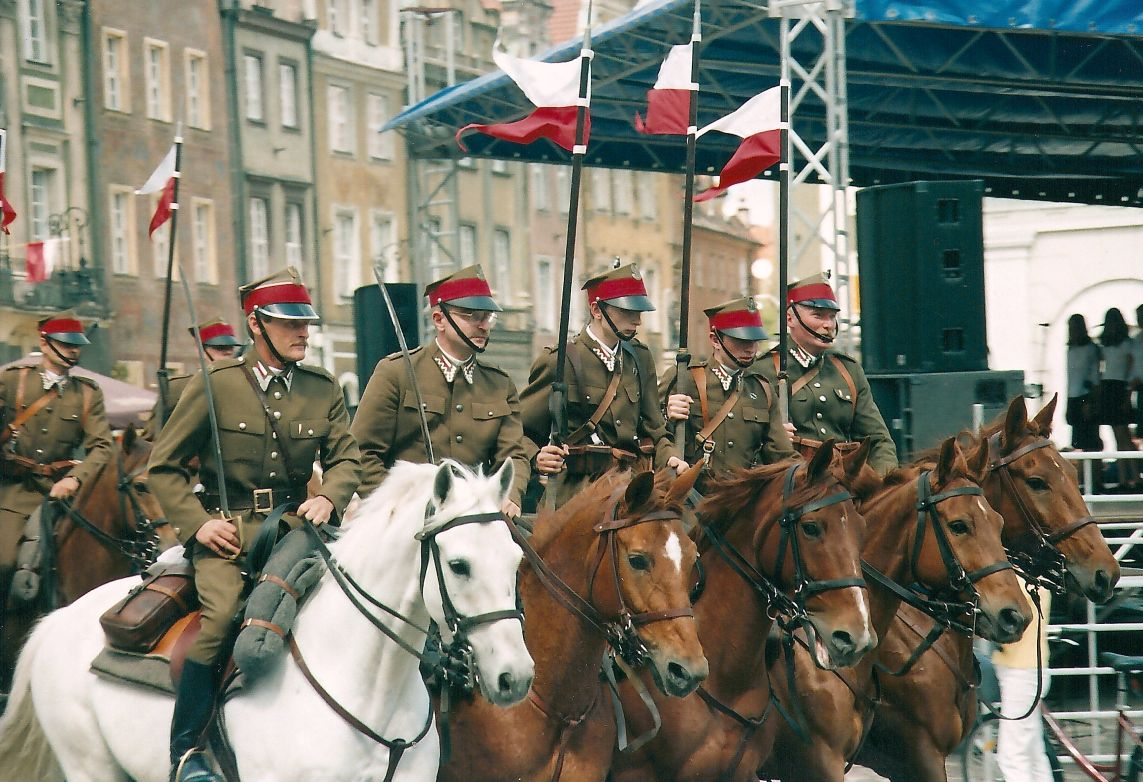
Obchody święta 15. Pułku Ułanów Poznańskich. Maciej Frankiewicz pierwszy od prawej

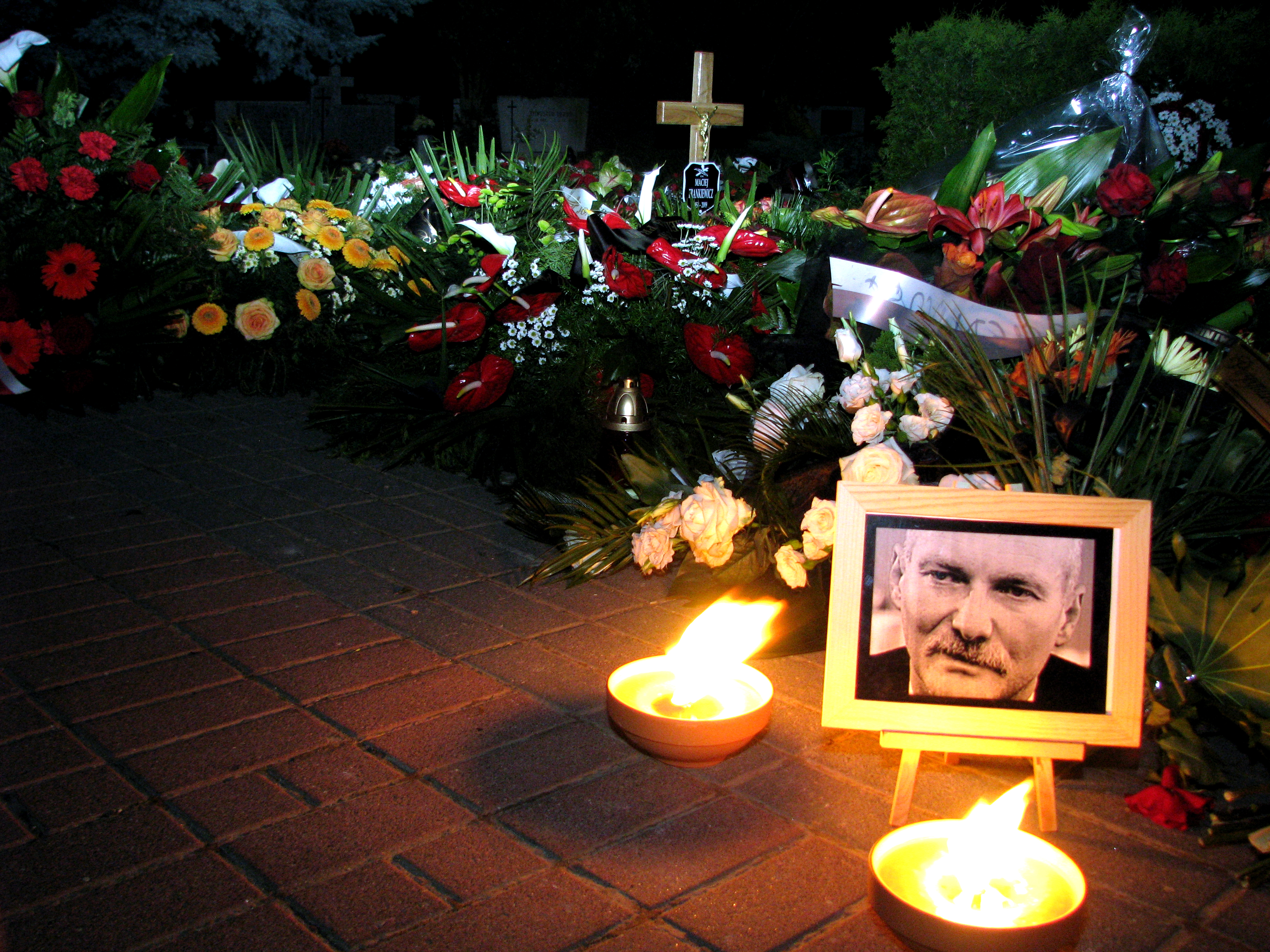
Kwiaty i znicze zakrywające grób Macieja Frankiewicza w dniu pogrzebu 19 czerwca 2009

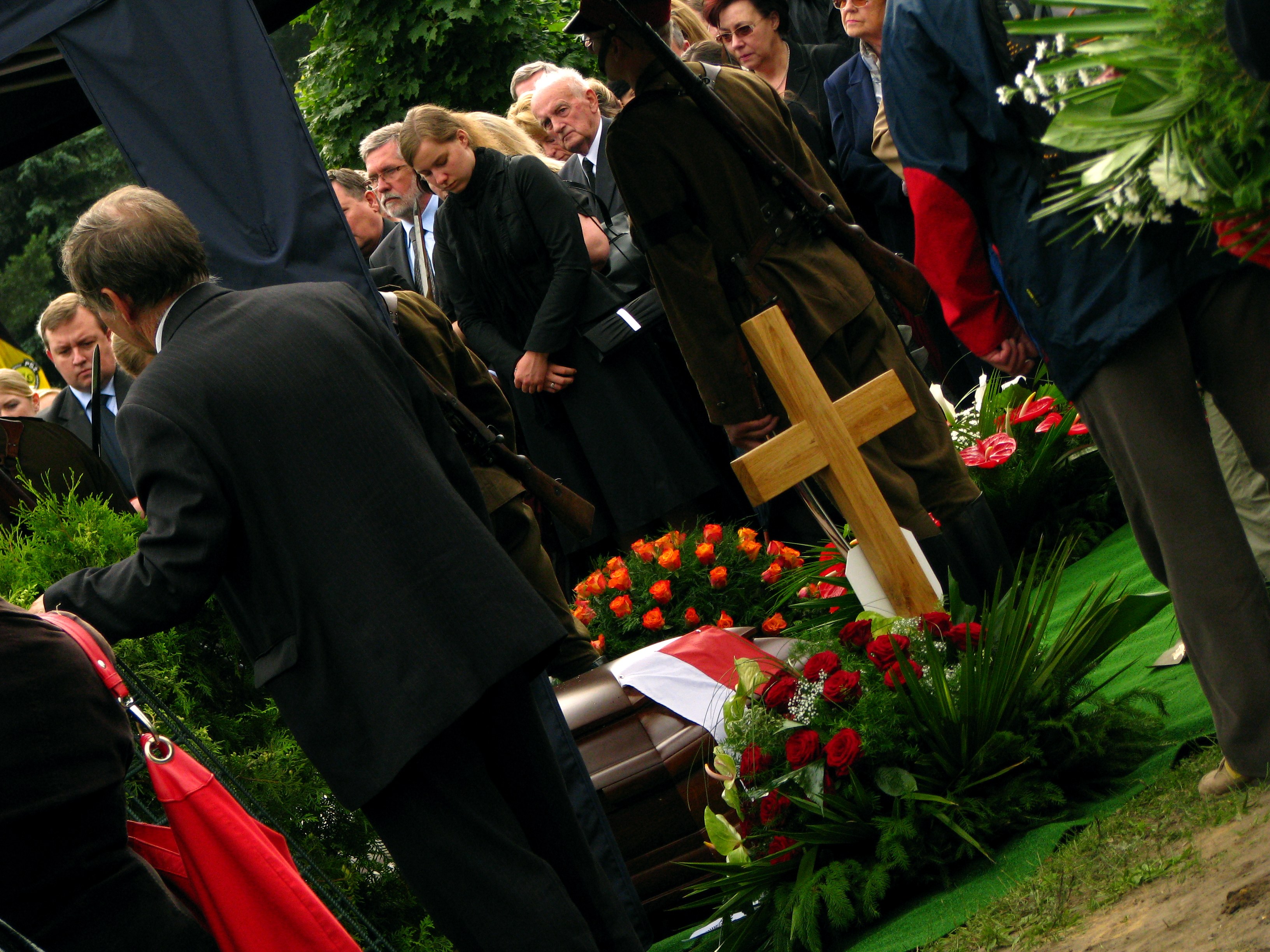
Pogrzeb Macieja Frankiewicza na cmentarzu Junikowskim w Poznaniu. Prezydenta żegnały tysiące Poznaniaków

Maciej Krzysztof Frankiewicz (ur. 14 grudnia 1958 w Poznaniu, zm. 16 czerwca 2009 w Śremie) – polski działacz polityczny, samorządowy i sportowy; w latach 1999–2002 wiceprezydent, od 2002 do śmierci – zastępca prezydenta Poznania. W Zarządzie Miasta odpowiadał za oświatę, sport oraz kulturę.

## Życiorys
Studiował na Politechnice Poznańskiej, gdzie był inicjatorem powołania uczelnianej komórki NZS we wrześniu 1980, a następnie jej członkiem. W latach 1980–1989 zajmował się kolportażem wydawnictw niezależnych. Od 1980 do 1981 był autorem i redaktorem pisma „Wolna Polska”, którego był współzałożycielem.
Działał w Konfederacji Polski Niepodległej (od grudnia 1980 do 13 grudnia 1981), Solidarności Walczącej (1983–1989), Partii Wolności (był jej wiceprzewodniczącym) oraz Ruchu Odbudowy Polski.
W stanie wojennym dwukrotnie internowany, później aresztowany wielokrotnie uciekał z więzienia. Za zdewastowanie konsulatu ZSRR w Poznaniu stanął przed sądem. W sumie był dwukrotnie internowany (od 28 stycznia 1982 do 2 marca 1982 oraz od 15 czerwca 1982 do 17 lipca 1982), trzykrotnie aresztowany i wielokrotnie zatrzymywany za działalność polityczną. 10 listopada 1988 został zatrzymany i dotkliwie pobity w poznańskiej siedzibie SB na ul. Kochanowskiego.
W latach 1990–1998 prowadził niezależne Wydawnictwo WIS, którego był właścicielem. Był wówczas również fundatorem i organizatorem bezpłatnych wakacji dla dzieci z ubogich rodzin.
W wyborach parlamentarnych w 2001 kandydował z poparciem Ruchu Społecznego AWS do Sejmu z listy Akcji Wyborczej Solidarność Prawicy, która nie uzyskała mandatów.
Będąc wiceprezydentem angażował się w sprawy oświaty, kultury i sportu. Od 2007 był przewodniczącym zespołu Poznań EURO 2012, który zajmował się przygotowaniem miasta do organizacji Mistrzostw Europy w Piłce Nożnej. Uważa się, że przyczynił się do przyznania Poznaniowi organizacji EURO 2012.
15 czerwca 2007 otrzymał z rąk prezydenta Lecha Kaczyńskiego Krzyż Oficerski Orderu Odrodzenia Polski za zasługi w walce o niepodległość Polski i demokrację. Pośmiertnie został odznaczony Krzyżem Komandorskim Orderu Odrodzenia Polski.
Jako kawalerzysta uczestniczył w inscenizacjach upamiętniających kolejne rocznice wybuchu Powstania Wielkopolskiego. Uprawiał pływanie, nurkowanie i spadochroniarstwo, był miłośnikiem koni i tradycji polskiej jazdy, a także wspinaczki górskiej: był zdobywcą najwyższych szczytów Europy, Afryki i Ameryki Południowej. Współtworzył coroczny Poznański Maraton, czynnie w nim uczestnicząc. Był aktywnym kibicem Lecha Poznań – członkiem stowarzyszenia i wiceprezesem WKP Lech Poznań.
Laureat tytułu Ambasadora Dobra Fundacji „Świat na TAK”, otrzymanego podczas XV Jubileuszowej Gali Samorządowego Konkursu Nastolatków Ośmiu Wspaniałych, która odbyła się w dniach 5–7 czerwca 2009 w Poznaniu.
19 maja 2009 uległ w Bolesławcu wypadkowi podczas jazdy konnej. Zmarł w szpitalu w Śremie. Bezpośrednią przyczyną śmierci był rozległy zator tętnicy płucnej. Był żonaty, miał dwoje dzieci.
Maciej Frankiewicz został pochowany 19 czerwca 2009 w Alei Zasłużonych na Cmentarzu Junikowskim w Poznaniu (AZ-2-P2-126). W pogrzebie uczestniczyli przedstawiciele władz państwowych i samorządowych, przedstawiciele szwadronu reprezentacyjnego 15. Pułku Ułanów Poznańskich, kibice, a także dziesiątki delegacji poznańskich szkół i tysiące mieszkańców miasta. Ceremonię pogrzebową poprowadził biskup Zdzisław Fortuniak.

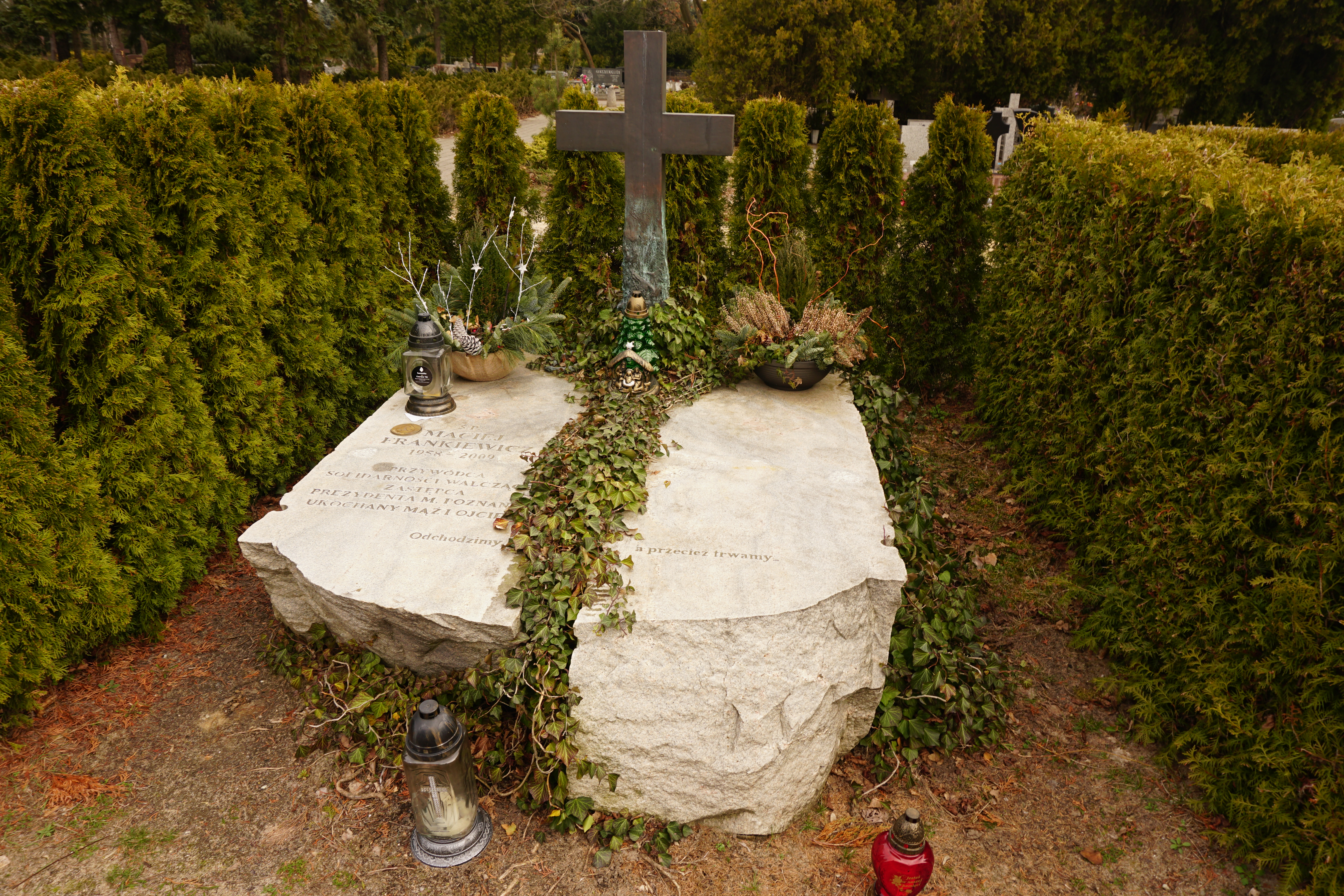
Grób Macieja Frankiewicza na Cmentarzu Junikowo

Jest patronem największego w Polsce poznańskiego Maratonu.

## Upamiętnienie
W dniu 5 listopada 2010 Maciej Frankiewicz został patronem 31. Gimnazjum w Poznaniu. Wmurowano z tej okazji stosowną tablicę pamiątkową w obecności córek, Kornela Morawieckiego i Ryszarda Grobelnego.